# São Miguel do Prado
São Miguel do Prado, oficialmente Prado (São Miguel), é uma freguesia portuguesa do município de Vila Verde, com 5,35 km² de área e 653 habitantes (censo de 2021). A sua densidade populacional é 122,1 hab./km².

## Demografia
A população registada nos censos foi:
| Distribuição da População por Grupos Etários | Distribuição da População por Grupos Etários | Distribuição da População por Grupos Etários | Distribuição da População por Grupos Etários | Distribuição da População por Grupos Etários |
| -------------------------------------------- | -------------------------------------------- | -------------------------------------------- | -------------------------------------------- | -------------------------------------------- |
| Ano                                          | 0-14 Anos                                    | 15-24 Anos                                   | 25-64 Anos                                   | > 65 Anos                                    |
| 2001                                         | 118                                          | 146                                          | 319                                          | 144                                          |
| 2011                                         | 111                                          | 80                                           | 379                                          | 147                                          |
| 2021                                         | 76                                           | 69                                           | 342                                          | 166                                          |

## História
Pertenceu ao concelho de Pico de Regalados, e quando este foi extinto, por decreto de 24 de Outubro de 1855, passou para o concelho de Vila Verde.

## Património
- Igreja Paroquial de Prado São Miguel
- Residência Paroquial
- Capela de São Miguel-o-Anjo
- Capela de Santo André
- Capela de Santa Comba
- Capela da Nossa Senhora da Misericórdia
- Capela da Nossa Senhora da Conceição
- Escola Primária de Vilela
- Escola Primária de São Miguel
- Junta de Freguesia

## Lugares
- Aldar, Baceiros, Cabeça de Cão, Cabrita, Cachada, Carves, Codeçal, Colheita, Costa, Figueirinha, Fojo, Marvão, Mendiz, Paranhó, Pelourinho, Pena, Porta, Prado, Presa, Roupar, Sardoal, Tarrio, Vila Nova, Vilela de Cima e Vilela de Baixo.